# Maladera insubida
Maladera insubida är en skalbaggsart som beskrevs av Brenske 1898. Maladera insubida ingår i släktet Maladera och familjen Melolonthidae. Inga underarter finns listade i Catalogue of Life.